# The Baltimore Sun
The Baltimore Sun je dnevni list koji izlazi u Baltimoreu,. List je 17. svibnja 1837. osnovao Arunah Shepherdson Abell zajedno s dva suradnika. Obitelj Abell bila je vlasnik lista do 1910., kada je nadzorni paket dionica preuzela obitelj Black. 
Godine 1986. je prodan tvrtki Times-Mirror Company iz Los Angelesa. Istog je dana suparnički Baltimore News American u vlasništvu Hearst Corporationa najavio da će prestati izlaziti. The Sun, je kao i sve stare i ugledne novine u SAD, posljednjih godina u poteškoćama, najviše zahvaljujući gubitku čitateljstva, ali i konkurenciji od strane besplatnog dnevnog lista The Baltimore Examiner.
Iako danas postoji jutarnje izdanje, dugo vremena su postojale dvije novine s istim imenom -The Sun koji je izlazio ujutro i The Evening Sun koji je izlazio popodne - svaki s posebnom redakcijom i reporterima.  Evening Sun je prvi put izašao 1910. The Evening Sun je posljednji put izašao 15. rujna, 1995.
Godine 2000. tvrtku Times-Mirror Company kupila je tvrtka Tribune Company iz Chicaga.  
Najpoznatiji novinari, komentatori i karikaturisti Suna su: Russell Baker, John Carroll, Turner Catledge, Price Day, Edmund Duffy, J. Fred Essary, Thomas Flannery, Jack Germond, Gerald W. Johnson, Kevin P. Kallaugher, Frank R. Kent, William Manchester, H.L. Mencken, Hamilton Owens, Drew Pearson, Louis Rukeyser, Raymond S. Tompkins,  Paul W. Ward, Mark Watson, Jules Witcover i Richard Q. Yardley. Novine su do sada osvojile 15 Pulitzerovih nagrada.

## Vanjska poveznice
- www.baltimoresun.com